# Виговський Олександр Григорович
Олександр Григорович Виговський (17 березня 1966, Коростень, УРСР — 29 червня 2019, Біла Церква, Україна) — український письменник, скульптор, художник, журналіст, громадський діяч.

## Життєпис
Народився Олександр Виговський 17 березня 1966 року в Коростені (Житомирська область). 1985-го вступив у Дніпродзержинський індустріальний інститут ім. Арсенічева (нині Дніпродзержинський технічний університет) за спеціальністю «Технологія машинобудування». Одразу після вступу поїхав до НДР проходити військову строкову службу.
Саме з 19-ти років розпочався його творчий шлях. На службі Олександр займав посаду штабного художника і самостійно почав навчатися й опановувати техніку різьблення по дереву. Після завершення служби він повертається до навчання в інституті й продовжує удосконалювати майстерність у створенні дерев'яних скульптур.
Наприкінці 1980-х побачили світ маленькі різьблені ікони та розп'яття, суть роботи над якими полягала в простому технічному перенесенні зображення на дерево. Ці творіння під час «буремних 90-х» допомагають автору вижити. Скульптор-початківець активно створював та продавав свої роботи за кордон.
1998 року Олександр вступив до Житомирської духовної семінарії, після закінчення якої був настоятелем храму в селі Грозине поблизу Коростеня. У цей же час він писав невеликі оповідання, сюжети яких брав із життя. Однак за кілька років Виговський залишив церковну службу і повернувся до світського життя.
Новий етап у творчості розпочався 2002-го з переїздом до Білої Церкви. На цьому етапі життя Олександр розпочинає письменницьку та журналістську діяльності.
Як літератор Олександр розкрився в реалістичному, часом натуралістичному напрямку. За книгу «Душа під № Дубль А-1-п» Виговський отримав міську Літературно-мистецьку премію ім. Нечуя-Левицького.
Окрім творчості, Олександр знаходив час і для громадської діяльності. Був активним учасником Євромайдану, все пережите відтворював у скульптурах та віршах. Влітку 2014 року їздив із волонтерами на передову фронту Російсько-української війни.
Помер Олександр Виговський 29 червня 2019 року в Білій Церкві після складної хвороби — раку легенів.

## Футбол
На початку 1980-х Виговський вчився у Футбольній школі молоді (Москва). Виступав переважно на позиції лівого півзахисника. Втім, через складну травму (постраждали обидві ноги) змушений був завершити ігрову кар'єру.
Тим не менше інтерес до футболу Олександр проніс через усе життя. Тому, коли в середині 2000-х почав працювати в білоцерківській газеті «Копійка», став, окрім іншого, відповідати за спортивну сторінку. Від кінця 2011 року його статті почали з'являтись у газеті «Український футбол».

## Резонансні ситуації
Оригінальність творчого мислення Виговського не завжди знаходила адекватний суспільний відгук. Доволі часто він опинявся в центрі резонансних ситуацій як за журналістську діяльність, так і творчу[джерело?].
Зокрема, влітку 2015-го розгорівся скандал у зв'язку з публікацією книги «Новосвітські батюшки та матушки», яку Білоцерківська єпархія УПЦ (МП) визнала «непристойною». А восени наступного року частина громадськості Білої Церкви не сприйняла запропонований Олександром варіант пам'ятного знаку, присвяченого Революції Гідності й встановленого в міському парку Слави.